# Ключ 107
| 皮                     | 皮          | 皮          |
| ---------------------- | ----------- | ----------- |
| 106                    | 107         | 108         |
| Піньінь:               | pí          | pí          |
| Чжуїнь:                | ㄆㄧˊ       | ㄆㄧˊ       |
| Вейд-Джайлз:           | p'i2        | p'i2        |
| Ютпхін:                | pei4        | pei4        |
| Он:                    | ヒ hi       | ヒ hi       |
| Кун:                   | かわ kawa   | かわ kawa   |
| Кандзі:                | 毛皮 kegawa | 毛皮 kegawa |
| Хун:                   | 가죽 gajuk  | 가죽 gajuk  |
| Им:                    | 피 pi       | 피 pi       |
| Індекс у Вікісловнику: | 皮          | 皮          |

Ключ 107 — ієрогліфічний ключ, що означає шкіра або шкура і є одним із 23 (загалом існує 214) ключів Кансі, що складаються з п'яти рисок.
У Словнику Кансі 94 символи із 40 030 використовують цей ключ.

## Символи, що використовують ключ 107

Як писати ієрогліф.

| без додаткових | 皮          |
| 3 додаткові    | 皯          |
| 5 додаткових   | 皰 皱       |
| 6 додаткових   | 皲          |
| 7 додаткових   | 皳 皴       |
| 8 додаткових   | 皵          |
| 9 додаткових   | 皶 皷 皸 皹 |
| 10 додаткових  | 皺          |
| 11 додаткових  | 皻          |
| 12 додаткових  | 皼          |
| 13 додаткових  | 皽          |
| 15 додаткових  | 皾          |